# Antoni Carcellé i Tosca
Antoni Carcellé i Tosca (Barcelona, 31 de maig de 1904 - 24 d'octubre de 1983) fou un compositor de sardanes.
Fou fill de Sebastià Carcellé i Oriol i de Josefa Tosca i Antolí, ambdós de Barcelona.
Va fundar i dirigir l'orquestra de jazz Catalònia fins al 1936. Després de la guerra es dedicà preferentment a l'edició de música i a la composició de sardanes, cançons i ballables. La seva sardana És la Moreneta (1948) va obtenir una excepcional difusió i esdevingué un himne que clamava pels drets perduts. Era autor també de la lletra de les seves composicions i de vegades signava amb el pseudònim de S.Obiol.
Va morir el 24 d'octubre de 1983.